# Ékszerész

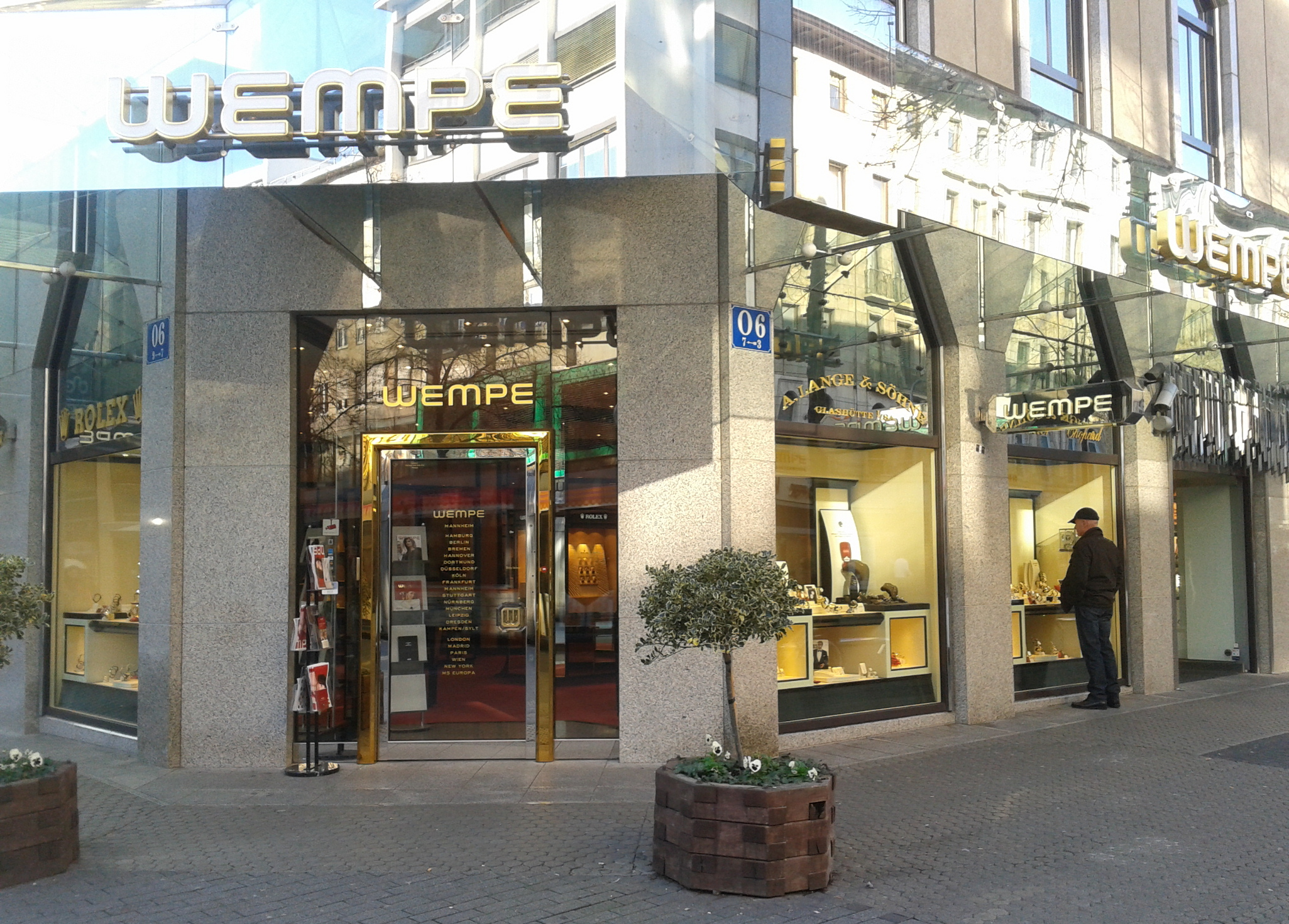
Ékszerüzlet Mannheimben

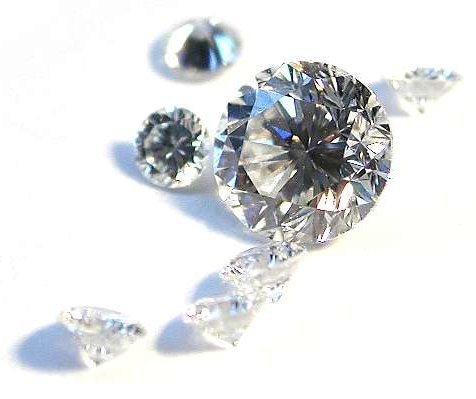
Briliáns

Az ékszerész általában az óra- és ékszerbolt tulajdonosa.

## Meghatározása
Az ékszerész és ötvösség szakmákat gyakran szokták keverni, azonban az előbbi csupán csak kereskedik az ékszerekkel, míg az utóbbi maga készíti el, méretre állítja és javítja azokat. Annak ellenére, hogy ezek elkülönülő szakmák, számos ékszerész vállal ötvös és órajavító megbízásokat. Amennyiben csak a kereskedelemre összpontosít, akkor az óra- és ékszerjavíttatásokat külsős cégekkel végezteti el.
A csupán néhány boltot üzemeltető ékszerészek mellett számos ékszerüzlet-hálózat is jelen van a piacon. A legnagyobb ilyen láncot a Bermudán bejegyzett, londoni székhelyű Signet Jewelers üzemelteti, amely jelen van a New York-i és a londoni tőzsdén.

## Fordítás
- Ez a szócikk részben vagy egészben  a   Juwelier című német Wikipédia-szócikk fordításán alapul.  Az eredeti cikk szerkesztőit annak laptörténete sorolja fel. Ez a jelzés csupán a megfogalmazás eredetét és a szerzői jogokat jelzi, nem szolgál a cikkben szereplő információk forrásmegjelöléseként.